# Christian Groes
Christian Groes (født 4. maj 1974) er antropolog, ph.d., forfatter, foredragsholder og konsulent. Han er tidligere universitetslektor, projektleder og højskolelærer og er i dag tilknyttet som gæsteforsker ved Institut for Kommunikation og Humanistisk Videnskab og Center for Køn, Magt og Mangfoldighed på Roskilde Universitet. Han er medlem af advisory board hos tænketanken EQUALIS og i EjendomDanmarks diversitetsnetværk. 
Christian Groes er uddannet antropolog fra Københavns Universitet og fik sin ph.d.-grad ved  Københavns Universitet. Under ph.d.-studiet var Groes tilknyttet Department of Anthropology og Sociomedical Sciences ved Columbia University. Groes har udgivet videnskabelige artikler i internationalt anerkendte tidsskrifter, herunder i American Ethnologist, Men and Masculinities, Journal of the Royal Anthropological Institute og Antropological Theory.

## Forskning
Fokus i Christian Groes' forskning ligger på køn og seksualitet, ligestilling, diversitet, kulturændring og ledelse i organisationer, sensitiv metode, dominerende og alternative maskulinitieter , marginaliserede maskuliniteter, magt, modstand og social ulighed, erotisk magt og magi, seksuel kapital, sugardating og ungdomskultur.
I dansk sammenhæng har Christian Groes forsket i og debatteret MeToo og maskulinitet, magt og ledelse, sugardating, sexarbejde og menneskehandel samt seksualiseringen af den danske mand og forskydninger i magtforhold mellem kvinder og mænd. I 2019 modtog han en bevilling på 5 millioner fra Velux-fonden til den første store undersøgelse af sugardating blandt unge i Danmark, i samarbejde med forskere fra Aarhus Universitet samt en række organisationer der arbejder med udsatte unge. Projektet fulgte op på hans tidligere studier af transaktionel sex i Mozambique og Sydafrika. I sit seneste forstudie til bogen Da MeToo ramte manden interviewede han danske mænd i forskellige aldre og fra forskellige dele af landet om deres adfærd og holdninger efter MeToo, og om deres syn på magt og mandeidealer i en tid, hvor samfundet gør op med sexisme og fremmer samtykkeprincippet.

## Deltagelse i den offentlige debat
Siden udgivelsen af Sex i grænselandet (2006) har Groes deltaget i offentlige debatter og formidlet sin forskning i en række medier. Han har bl.a. skrevet analyser og kronikker til Politiken, Weekendavisen, Information og medvirket i programmer på DR1, DR2 og DR K, Deadline og P1.

## Priser
I 2012 modtog Christian Groes prisen som Ung Eliteforsker (Sapere Aude) fra Det Frie Forskningsråd samt 2,2 millioner til et forskningsprojekt om slægtskab, sociale udvekslinger og kvinders migration fra Afrika til Europa. I 2018 modtog han the CAR book prize for bogen Affective Circuits (2016). Prisen blev overrakt af Society for Medical Anthropology under American Anthropological Associations årskonference i San José, Californien.

## Feltarbejde
Siden 1999 har Christian Groes med jævne mellemrum udført etnografisk feltarbejde i Danmark, Brasilien og Mozambique.

## Bøger
Groes har udgivet flere bøger og antologier. Bl.a. antologierne Sex i grænselandet, Studying intimate matters, Postcolonial Europe og Affective Circuits. Sidstnævnte skrev han sammen med professor Jennifer Cole fra The University of Chicago. Bogen udkom i 2016 på The University of Chicago Press. I 2020 udgav Groes bogen Intimate Mobilities sammen med Nadine Fernandez fra State University of New York. Bogen udkom på Berghahn Books i Oxford.
Da Metoo ramte manden udkom på Gads forlag i 2023.
Gid min chef var høvding udkom på Gyldendal i 2024, og er skrevet med antropolog Dennis Nørmark.